# Loxoblemmus angolensis
Loxoblemmus angolensis är en insektsart som beskrevs av Lucien Chopard 1961. Loxoblemmus angolensis ingår i släktet Loxoblemmus och familjen syrsor. Inga underarter finns listade i Catalogue of Life.